# Pila Daniell

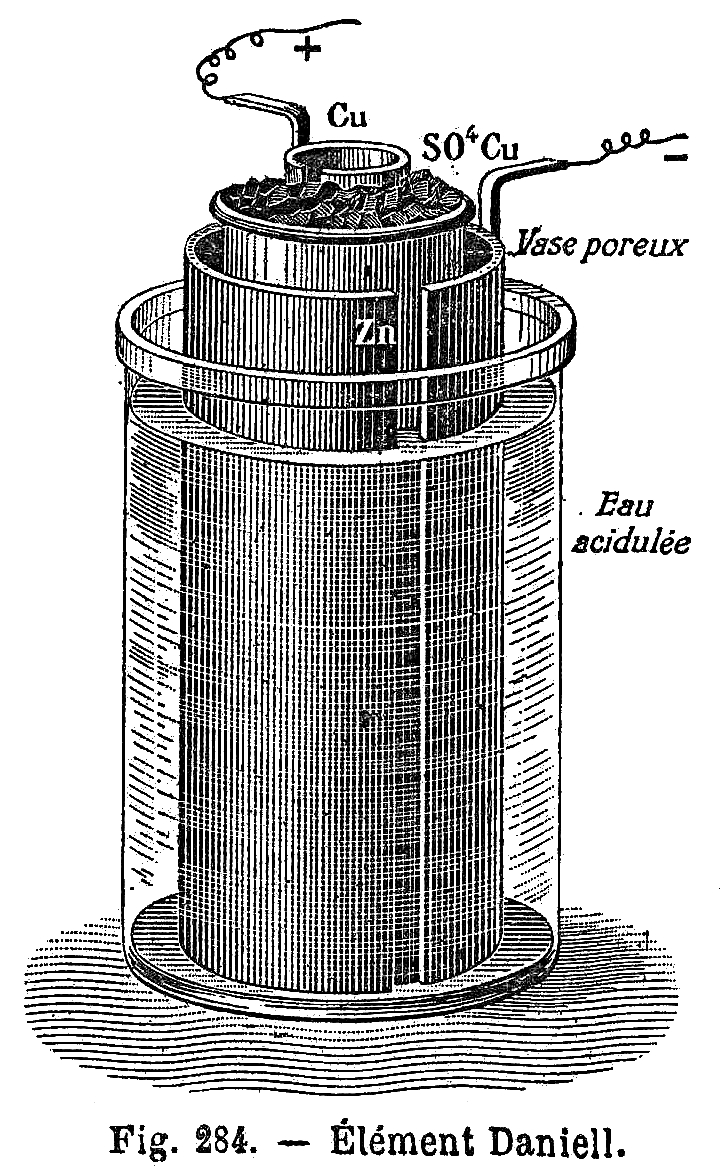
La celda de Daniell según la versión original empleaba un vaso poroso de cerámica para separar las dos disoluciones permitiendo el paso de aniones entre ellas.

La pila de Daniell o celda de Daniell, también llamada celda de gravedad (llamada así por la forma del electrodo de zinc) fue inventada en 1836 por John Frederic Daniell, que era un químico británico y meteorólogo. Esta pila supuso una gran mejora sobre la pila voltaica que fue la primera celda galvánica desarrollada. La fuerza electromotriz, o voltaje o tensión teórica de esta pila es de 1,10 voltios, y la reacción química que tiene lugar es:

Zn(s) + Cu2+(aq) → Zn2+(aq) + Cu(s). Eº=1,10 V

## Diseño original
La celda o pila Daniell original (hacia 1836) consiste de un ánodo de zinc metálico central inmerso en una vasija de barro poroso que contiene una disolución de sulfato de zinc. La vasija de barro, a su vez, está sumergida en una disolución de sulfato de cobre contenida en una vasija de cobre de mayor diámetro, que actúa como cátodo de la celda. El uso de una barrera porosa (vasija de barro) evita que los iones de cobre de la disolución de sulfato de cobre alcancen el ánodo de zinc y sufran una reducción directa. Esto haría ineficaz la celda porque se llegaría al equilibrio, por transferencia directa de electrones entre Zn y Cu2+, sin generar la corriente eléctrica que se obtiene al obligar a los electrones a ir por el circuito exterior.
El material poroso opone mucha resistencia al paso de los iones por lo que la celda tiene una gran resistencia que disminuye la corriente obtenida. No obstante, si no permitiese el paso de aniones entre las dos disoluciones (en sentido inverso a los electrones) la pila se polarizaría rápidamente y dejaría de funcionar.

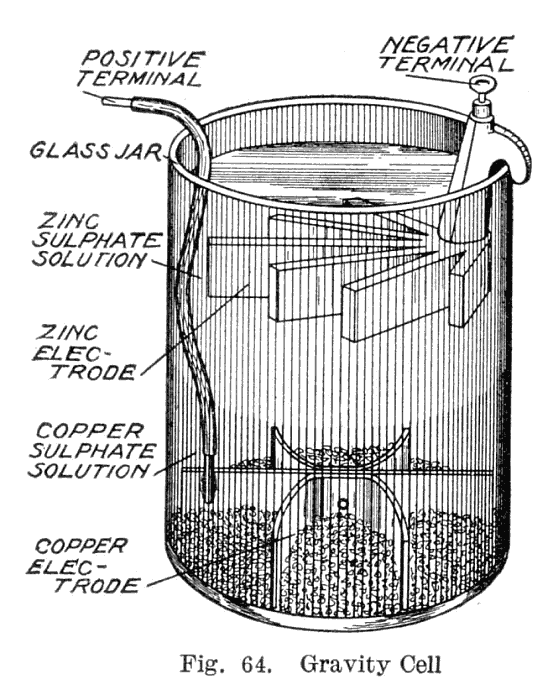
La celda de gravedad o celda de la pata de gallo, la versión del francés Callaud de la pila de Daniell.

Las semirreaciones (o hemirreacciones) que tienen lugar son:
| Electrodo (signo)           | Proceso químico    | Semirreaccion           | Potencial (V) |
| --------------------------- | ------------------ | ----------------------- | ------------- |
| Ánodo (electrodo negativo)  | Oxidación del Zn   | Zn(s) → Zn2+(aq) + 2 e- | Eº=-0,76 V    |
| Cátodo (electrodo positivo) | Reducción del Cu2+ | Cu2+(aq) + 2 e- → Cu(s) | Eº=+0,34 V    |

## Modificación de Callaud: la celda de gravedad
Esta modificación fue propuesta por el francés Callaud hacia 1860, sustituyendo el material poroso que separaba las dos disoluciones de electrolito por una simple separación gravimétrica, en función de las diferentes densidades de las dos disoluciones. Esto mejora la corriente obtenida y se puede emplear siempre que la pila esté en reposo.
En un único recipiente se tienen dos disoluciones separadas por su diferente densidad (de ahí el nombre de celda de gravedad):
- Una disolución densa y concentrada de cristales de sulfato de cobre (II) en el fondo del recipiente. Dentro de ella un electrodo metálico de cobre unido a un cable que sale fuera del recipiente y que actúa como electrodo positivo.
- Una disolución diluida y menos densa de sulfato de zinc que sobrenada a la anterior. Dentro de ella un electrodo de zinc con forma de pata de gallo, unido a un cale que actúa como electrodo negativo.
- Entre ambos electrodos existe una diferencia de potencial aproximada de 1,10 voltios.

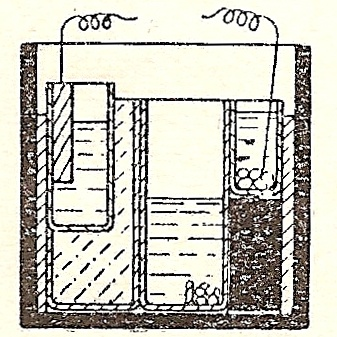
Versión de la pila Daniell de comienzos del.

Esta variante de Callaud prescinde de la barrera porosa, separando las disoluciones por sus distintas densidades. El ánodo de zinc estaba suspendido en la capa superior mientras que el cátodo de cobre se asentaba en la capa inferior. Una capa de aceite se añadía con frecuencia en la parte superior para evitar la evaporación. Era conocida como la celda de gravedad, y, a veces la celda de pata de gallo, debido a la forma distintiva de los electrodos. Esta disposición era menos costosa para las baterías multicelda grandes, pero no se podía mover y era vulnerable a la pérdida de integridad si se generaba demasiada corriente eléctrica, lo que provocaba que las capas se mezclaran. También fue llamada la celda Telegraph Exchange, ya que fue utilizada por la empresa de telegrafía eléctrica Telegraph Exchange.

## Modelo de pila de Daniell a principios del siglo XX
En esta versión que aparece en un libro de Electrotecnia de 1908, los electrodos están separados por diferentes tabiques porosos.
La versión mejorada de la pila Daniell vendrá con la introducción de dos recipientes que separan por completo las dos semirreacciones, unidos por un puente salino para evitar la polarización de la pila.

Las dos semiceldas están separadas aunque conectadas por un puente salino.

## Modelo con puente salino
Más modernamente, se construye la pila separando las dos semirreacciones en dos recipientes diferentes: en uno de ellos hay un electrodo de cobre en una disolución de sulfato de cobre; en el otro recipiente hay una barra de zinc en una disolución de sulfato de zinc. Ambos electrodos metálicos están conectados por un cable conductor por donde circula la corriente eléctrica. Los dos recipientes están unidos por el puente salino que permite que la pila no se polarice por acumulación de cargas de un mismo signo en cada semicelda.

## Química
En la celda de Daniell, los electrodos de cobre y de zinc están inmersos en una disolución de sulfato de cobre (II) y de sulfato de zinc, respectivamente:
- en el ánodo, el zinc se oxida por medio de la reacción siguiente:

Zn(s) → Zn2+(aq) + 2e-

- en el cátodo, los iones cobre (II) se reducen por la siguiente reacción:

Cu2+(aq) + 2e- → Cu(s)

En la celda de Daniell, que, debido a su simplicidad, se utiliza a menudo en las demostraciones de clase, un cable y una bombilla se pueden conectar a los dos electrodos. Los electrones que pierde el zinc se mueven a través del cable, generalmente de platino, hacia el electrodo de cobre, proporcionando una corriente eléctrica que ilumina la bombilla. En una celda de este tipo, los iones sulfato desempeñan un importante papel. Teniendo carga negativa, estos aniones se acumulan alrededor del ánodo para mantener una carga neutra. Por el contrario, en el cátodo, los cationes cobre (II) se acumulan para mantener también la carga neutra. Estos dos procesos causan que el cobre sólido se acumule en el cátodo y que el electrodo de zinc se disuelva en la disolución. El potencial aproximado de la pila es de 1,10 voltios.
La pila se representa por el sistema de notación de celdas, de la siguiente manera:

{\displaystyle Pt_{I(s)}|Zn_{(s)}|ZnSO_{4(aq)}{\Big \|}CuSO_{4(aq)}|Cu_{(s)}|Pt_{II(s)}}

Dado que ninguna semirreacción ocurre de forma independiente de la otra, las dos semiceldas deben estar conectadas de una forma que permita a los iones moverse libremente entre ellas. Una barrera porosa o un disco de cerámica se pueden utilizar para separar las dos disoluciones al tiempo que se permite el flujo de iones. Cuando las semiceldas se colocan en dos contenedores totalmente diferentes y separados, un puente salino se utiliza a menudo para conectar las dos semicélulas. En la anterior celda húmeda, los iones sulfato se mueven desde el cátodo al ánodo a través del puente salino y los cationes Zn2+ se mueven en la dirección opuesta para mantener la neutralidad, o bien iones cloruro, Cl-, y potasio, K+, salen desde el gel que hay dentro del puente salino hacia los dos recipientes para conseguir igualmente la neutralidad de ambos recipientes.